# انتخابات الرئاسة السلفادورية 1999
انتخابات الرئاسة السلفادورية 1999 أجريت الانتخابات الرئاسية في السلفادور في 7 مارس 1999. كانت النتيجة فوز فرانسيسكو فلوريس من التحالف الجمهوري القومي ، الذي فاز في الجولة الأولى بنسبة 52٪ من الأصوات.

## النتائج
| المرشح                      | زميل الترشيح                | الحزب                               | الأصوات   | النسبة % |
| --------------------------- | --------------------------- | ----------------------------------- | --------- | -------- |
| روبن زامورا                 | روبرتو ميزا                 | المركز الديمقراطي المتحد            | 88,640    | 7.5      |
| نيستور جارسيا               | ماوريسيو ماير               | الرابطة الديمقراطية الجمهورية       | 19,269    | 1.63     |
| فاكوندو جواردادو            | ماريا مارتا فالاداريس       | جبهة فارابوندو مارتي للتحرير الوطني | 343,472   | 29.05    |
| هرنان كونتريراس             | خوليو إدواردو مورينو        | حزب الائتلاف الوطني                 | 45,140    | 3.82     |
| فرانسيسكو أيالا دي باز      | أومبرتو ميرلوس هيرنانديز    | حزب الشعب المتحد والصفقة الجديدة    | 4,252     | 0.36     |
| رودولفو باركر               | دونالد ريكاردو كالديرون لام | الحزب الديمقراطي المسيحي            | 67,207    | 5.68     |
| فرانسيسكو فلوريس بيريز      | كارلوس كوينتانيلا شميت      | التحالف الجمهوري القومي             | 614,268   | 51.96    |
| المجموع                     | المجموع                     | المجموع                             | 1,182,248 | 100      |
| أصوات صالحة                 | أصوات صالحة                 | أصوات صالحة                         | 1,182,248 | 96.65    |
| أصوات غير صالحة / فارغة     | أصوات غير صالحة / فارغة     | أصوات غير صالحة / فارغة             | 40,967    | 3.35     |
| مجموع الأصوات               | مجموع الأصوات               | مجموع الأصوات                       | 1,223,215 | 100.00   |
| الناخبون المسجلون / الاقبال | الناخبون المسجلون / الاقبال | الناخبون المسجلون / الاقبال         | 3,170,414 | 38.58    |
| المصدر: نوهلين              |                             |                                     |           |          |